# Rhinaspis aeneocuprea
Rhinaspis aeneocuprea är en skalbaggsart som beskrevs av Moser 1921. Rhinaspis aeneocuprea ingår i släktet Rhinaspis och familjen Melolonthidae. Inga underarter finns listade i Catalogue of Life.